# Thailands landslag i drakbåt
Thailands landslag i drakbåt representerar Thailand i landslagstävlingar i drakbåt.

## Seniorlandslaget

### ICF-VM
I tabellen visas de medaljer som Thailand tagit i VM som arrangeras av International Canoe Federation (ICF).
| År     | Värdort     | Guld                 | Silver               | Brons                | Totalt               |
| ------ | ----------- | -------------------- | -------------------- | -------------------- | -------------------- |
| 2006   | Kaohsiung   | Thailand deltog inte | Thailand deltog inte | Thailand deltog inte | Thailand deltog inte |
| 2008   | Poznań      | Thailand deltog inte | Thailand deltog inte | Thailand deltog inte | Thailand deltog inte |
| 2010   | Szeged      | Thailand deltog inte | Thailand deltog inte | Thailand deltog inte | Thailand deltog inte |
| 2012   | Milano      | Thailand deltog inte | Thailand deltog inte | Thailand deltog inte | Thailand deltog inte |
| 2014   | Poznań      | Thailand deltog inte | Thailand deltog inte | Thailand deltog inte | Thailand deltog inte |
| 2016   | Moskva      | 0                    | 6                    | 4                    | 10                   |
| 2018   | Gainesville | ?                    | ?                    | ?                    | ?                    |
| 2022   | Račice      | ?                    | ?                    | ?                    | ?                    |
| Totalt | Totalt      | 0                    | 6                    | 4                    | 10                   |

### IDBF-VM
I tabellen visas de medaljer som Thailand tagit i VM som arrangeras av International Dragon Boat Federation (IDBF).
| År     | Värdort      | Guld | Silver | Brons | Totalt |
| ------ | ------------ | ---- | ------ | ----- | ------ |
| 1995   | Yueyang      | ?    | ?      | ?     | ?      |
| 1997   | Hongkong     | ?    | ?      | ?     | ?      |
| 1999   | Nottingham   | ?    | ?      | ?     | ?      |
| 2001   | Philadelphia | ?    | ?      | ?     | ?      |
| 2003   | Poznań       | ?    | ?      | ?     | ?      |
| 2004   | Shanghai     | ?    | ?      | ?     | ?      |
| 2005   | Berlin       | ?    | ?      | ?     | ?      |
| 2007   | Sydney       | ?    | ?      | ?     | ?      |
| 2009   | Račice       | 0    | 0      | 0     | 0      |
| 2011   | Tampa Bay    | 0    | 0      | 0     | 0      |
| 2013   | Szeged       | 3    | 2      | 0     | 5      |
| 2015   | Welland      | 3    | 1      | 4     | 8      |
| 2017   | Kunming      | 4    | 6      | 4     | 14     |
| 2019   | Pattaya      | ?    | ?      | ?     | ?      |
| 2023   | Pattaya      | ?    | ?      | ?     | ?      |
| Totalt | Totalt       | 10   | 9      | 8     | 27     |

## U24-landslaget

### IDBF-VM
I tabellen visas de medaljer som Thailand tagit i VM som arrangeras av International Dragon Boat Federation (IDBF).
| År     | Värdort           | Guld                 | Silver               | Brons                | Totalt               |
| ------ | ----------------- | -------------------- | -------------------- | -------------------- | -------------------- |
| 2009   | Račice            | Thailand deltog inte | Thailand deltog inte | Thailand deltog inte | Thailand deltog inte |
| 2011   | Tampa Bay         | Thailand deltog inte | Thailand deltog inte | Thailand deltog inte | Thailand deltog inte |
| 2013   | Szeged            | Thailand deltog inte | Thailand deltog inte | Thailand deltog inte | Thailand deltog inte |
| 2015   | Welland           | 3                    | 0                    | 0                    | 3                    |
| 2017   | Divonne-les-Bains | 12                   | 0                    | 0                    | 12                   |
| 2019   | Pattaya           | ?                    | ?                    | ?                    | ?                    |
| 2023   | Pattaya           | ?                    | ?                    | ?                    | ?                    |
| Totalt | Totalt            | 15                   | 0                    | 0                    | 15                   |